# Weyerhardt
Weyerhardt ist ein Ortsteil im Stadtteil Bensberg von Bergisch Gladbach.

## Geschichte
Der Siedlungsname Weyerhardt ist aus der alten Gewannenbezeichnung In der Weierhard hervorgegangen, die auch in dieser Form im Urkataster verzeichnet ist. Das Gewann gehörte zum Grundbesitz des in der Nähe liegenden Weier Hofes. Dabei handelte es sich vermutlich ursprünglich um ein „zum Weier Hof gehöriges Waldstück“.